# Sándor Bródy

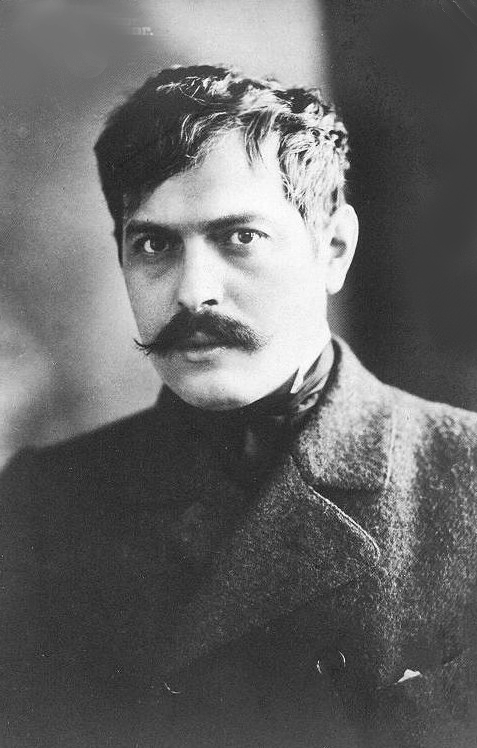
Sándor Bródy

Sándor Bródy (Eger, 23 de julio de 1863 - Budapest, 12 de agosto de 1924) fue un escritor y periodista húngaro.

## Biografía
Después de estudiar en la escuela de su ciudad natal, Sándor Bródy se dedicó completamente a la literatura. Entre 1888 y 1890 fue editor de la revista Erdélyi Híradó, publicada en la actual Cluj-Napoca, y también estuvo implicado en la publicación periódica Erdélyi Képes Ujság y el periódico político Magyarság. Desde 1890 fue miembro del Magyar Hírlap, y desde 1882 contribuyó habitualmente como redactor de artículos, folletines y relatos en las principales publicaciones literarias de Hungría. En sus obras, Bródy muestra los aspectos más oscuros de la vida cotidiana, y se le puede considerar un discípulo de la escuela realista francesa.
Bródy es un escritor bastante popular aun hoy en día. Sus obras se han traducido a diversos idiomas (alemán, francés, inglés...), y muchas de sus obras breves aparecieron en periódicos europeos. En 1901 adaptó su novela Hóféhérke (Blancanieves) al teatro; esta adaptación se sigue representando desde entonces en el Teatro Nacional de Budapest.

## Obras principales
- Regénytárgyak, relatos, 1892;
- A kétlelkű asszony, novela, 1893;
- Az Egri diákok, 1894;
- Nyomor, relatos, 1884;
- Faust orvos, novela, 1888–90;
- Don Quixote kisasszony, novela, 1888;
- Emberek, relatos, 1888;
- Színészvér, relatos, 1891;
- Hófehérke, novela, 1894;
- Apró regények, 1895;
- Két szőke asszony, novela, 1895;
- Éjszaka, relatos, 1895;
- Rejtelmek, relatos, 1895;
- Az asszonyi szépség, 1897;
- Tündér Ilona, novel, 1898;
- Az ezüst kecske, de luxe edition, 1898;
- Egy férfi vallomásai, 1899;
- Fehér könyv, 1900–01.